# Tommy Joe Ratliff
Pour les articles homonymes, voir Ratliff.
 (juillet 2016).
Si vous disposez d'ouvrages ou d'articles de référence ou si vous connaissez des sites web de qualité traitant du thème abordé ici, merci de compléter l'article en donnant les références utiles à sa vérifiabilité et en les liant à la section « Notes et références ».
Tommy Joe Ratliff est le bassiste du groupe[Lequel ?] avec Adam Lambert.